# Зеидское водохранилище
Зеидское водохрани́лище (ныне водохранилище Имени 15-летия независимости Туркменистана, туркм. Türkmenistanyň Garaşsyzlygynyň 15 ýyllygy) — водохранилище на Каракумском канале в Лебапском велаяте на юго-востоке Туркменистана. Ёмкость более 1,5 млрд м³. Является крупнейшим в стране. Площадь поверхности — 465 км².

## География
Расположено в начале Каракумского канала в 25 км от Амударьи и в нескольких километрах от Афганистана.

## История строительства
Строительство Зеидского водохранилища было начато в 80-е годы в ТССР (Туркменская ССР). Данный проект был создан в ТуркменГипроВодХозе (ТГВХ). Директор института ТГВХ на момент создания проекта — Саркисов М. М., начальник отдела проекта — Лавроненко О. С., ГИП (главный инженер проекта) — Казимова М. В.. Авторский надзор осуществлялся инженерами I категории — Торгашев В. Ф., Петросян Г. В., Тихонов А. К., Полякова Н. Ф. Первый пусковой комплекс первого этапа строительства Зеидского водохранилища был запущен в 1987 году. Всего запланировано 4 пусковых комплекса. Оно соединяется несколькими каналами с Амударьёй и Каракумским каналом.

## Значение
Воды Амударьи имеют большую мутность. В Зеидском водохранилище они отстаиваются, ил осаждается на дне. Это позволяет увеличить суммарную подачу осветленной воды на сельскохозяйственные нужды, что уменьшает затраты на очистку каналов.

## Перспективы развития
В перспективе ёмкость водохранилища составит 2,2 млрд м³. Идёт расширение соединительного канала № 3, шириной 120 метров, подающего в Каракумский канал 300 м³ в секунду. Планируется увеличить подачу им воды до 400 м³/с. Также до 400 м³/с будет увеличена подача воды на подводящем канале № 1.